# Liste der Bodendenkmale in Uetze
In der Liste der Bodendenkmale in Uetze sind alle Bodendenkmale der niedersächsischen Gemeinde Uetze aufgelistet. Die Quelle ist der Denkmalatlas Niedersachsen. Der Stand der Liste ist der 16. Juni 2024.

## Allgemein
In den Spalten finden sich folgende Informationen des Bodendenkmales :
- Lage        : geographische Koordinaten
- Bezeichnung : Bezeichnung lt. Denkmalatlas
- Beschreibung: Beschreibung lt. Denkmalatlas
- ID          : Objekt-ID
- Bild        : Bild, ggf. zusätzlich mit Link zu weiteren Fotos im Medienarchiv Wikimedia Commons.

## Dedenhausen
| Lage                         | Bezeichnung          | Beschreibung | ID       | Bild |
| ---------------------------- | -------------------- | --- | -------- | ---- |
| 52° 25′ 57″ N, 10° 13′ 27″ O | Dedenhausen 15, Burg | Die Wallburg Dedenhausen ist laut Eintrag in der Kurhannoverschen Landesaufnahme von 1781, Blatt Nr. 118, eine kreisrunde Wallanlage mit ca. 100 m Dm. Obertägig erhalten ist heute im S-Bereich ein ca. 80 m langes Wallstück. Sohlbreite 15 m; Höhe bis 2 m. Die Innenfläche der Wallanlage ist gegenüber den nördlich liegenden Bauernhöfen deutlich erhöht. Zugang bestand im Osten, 1959 wurde dort in 1 m Tiefe Rest eines Reisigpfades gefunden. Im Innenraum eine 1301 erstmals erwähnte Kapelle. Die vermutlich frühmittelalterliche Wallanlage hat in den Schriftquellen keine Spuren hinterlassen. Erst für 1508 ist die Wallburg in den Händen der Herren von Bortfeld bezeugt. Nach deren Aussterben werden die Herren von Wense 1616 mit der Anlage belehnt. 1848 wurde das Burgareal an die lokalen Bauern veräußert. Der Wall ist danach als Material für den Straßenbau größtenteils abgetragen worden. | 28973022 |      |

## Katensen
| Lage                        | Bezeichnung           | Beschreibung | ID       | Bild |
| --------------------------- | --------------------- | --- | -------- | ---- |
| 52° 26′ 29″ N, 10° 9′ 31″ O | Katensen 7, Grabhügel | Dm. ca. 21 m; H. ca. 0,5 m. Der Grabhügel weist durch einen alten - wieder zugeschaufelten - Suchschnitt und durch oberflächliche Kaninchenlöcher leichte Störungen auf. | 28973023 | BW   |